# Ospedale Vittorio Emanuele II (Caltanissetta)
L'ex ospedale Vittorio Emanuele II è un edificio storico di Caltanissetta, sito nell'odierno viale Regina Margherita. Costruito nel XVI secolo come convento dei frati cappuccini, nel 1868 fu convertito in ospedale cittadino, e tale rimase per circa un secolo. Oggi ospita uffici amministrativi del presidio sanitario di Caltanissetta.

## Storia

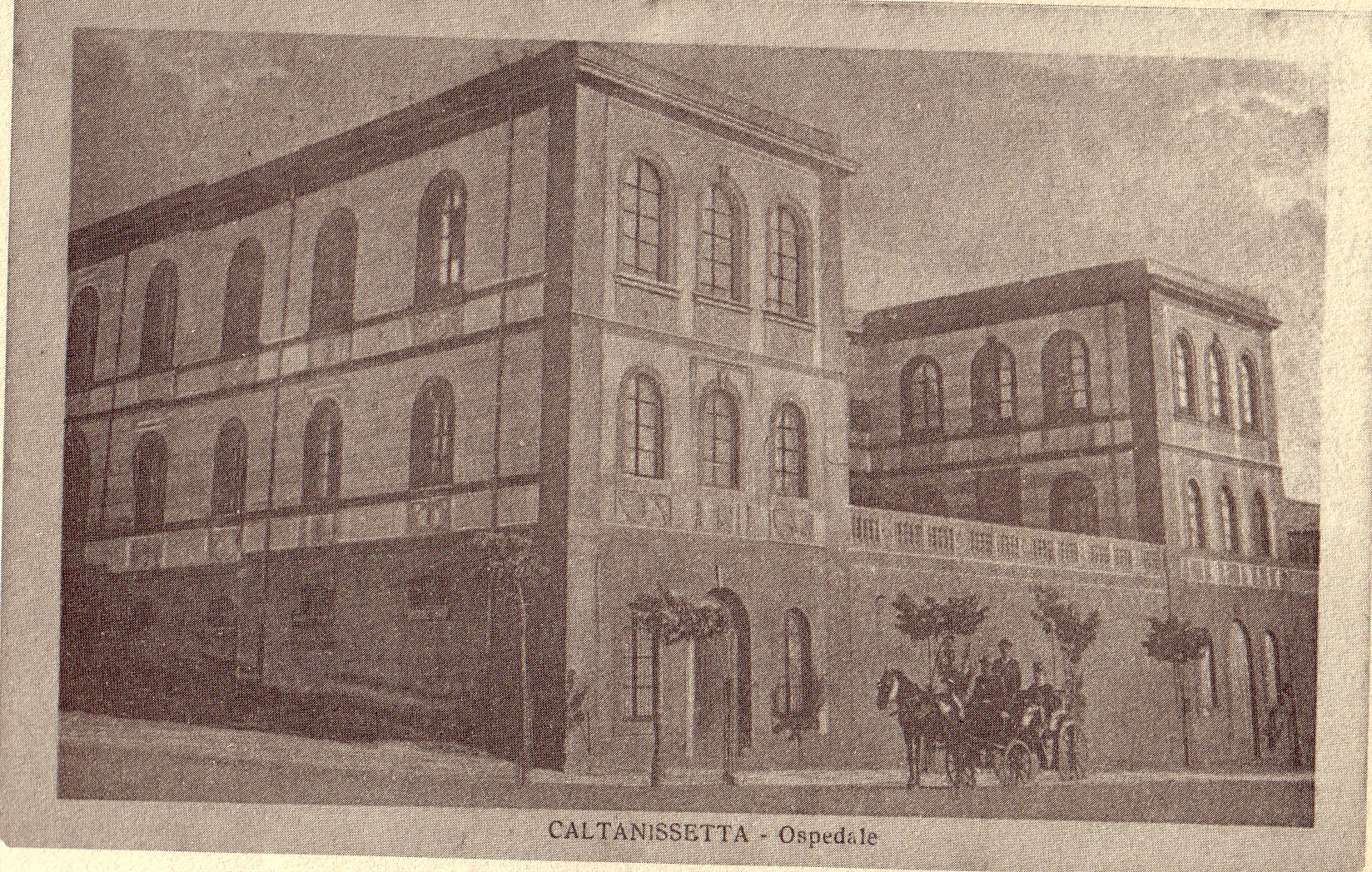
L'ospedale in una cartolina antecedente al 1910

Nel 1867 a seguito dello scoppio di un'epidemia di colera, il prefetto Achille Serpieri ordinò l'allestimento di un nosocomio nell'ex convento cappuccino di contrada Pigni, in sostituzione del vecchio ospedale pubblico "Monte di Pietà", ospitato nel convento dei frati minori riformati annesso alla chiesa di sant'Antonio Abate (demolita nel 1916 per far posto al palazzo delle Poste). Il nuovo ospedale fu inaugurato il 14 marzo 1868 e intitolato al re Vittorio Emanuele II di Savoia che quel giorno compiva 48 anni. 
All'inizio del XX secolo l'ex convento fu profondamente ampliato e trasformato in adeguamento ai nuovi regolamenti governativi in materia di sanità. Artefice della trasformazione fu l'ingegner Pasquale Saetta: fu realizzato un nuovo corpo alla fine della facciata principale, furono demolite le celle dei frati per far posto a un unico ampio cortile, fu aggiunto un intero piano. Nella seconda metà del Novecento non rimaneva quasi niente del vecchio convento.
Tra gli anni sessanta e settanta venne realizzato il nuovo ospedale Sant'Elia per rispondere all'esigenza di creare una nuova struttura sanitaria adeguata; il trasferimento dal "Vittorio Emanuele" al "Sant'Elia" si concluse nel 1979,, e il vecchio ospedale venne abbandonato. Nei primi anni duemila furono iniziati i lavori di restauro che però non giunsero mai a termine. Oggi parte dell'edificio ospita alcuni uffici amministrativi del presidio sanitario di Caltanissetta, mentre il resto versa in uno stato di semi-abbandono.